# Oberstinzel
Oberstinzel település Franciaországban, Moselle megyében. Lakosainak száma 320 fő (2022. január 1.). Oberstinzel Bettborn, Dolving, Gosselming, Hellering-lès-Fénétrange és Sarraltroff községekkel határos.

## Népesség
A település népességének változása:
| Lakosok száma | 197  | 244  | 244  | 299  | 359  | 355  | 340  | 331  | 327  | 320  |
|               | 1968 | 1982 | 1990 | 2006 | 2013 | 2015 | 2017 | 2019 | 2020 | 2022 |